# Colegio Sagrado Corazón (Palma)
El colegio Sagrado Corazón (o en catalán Sagrat Cor) es un colegio concertado que actualmente pertenece a la Fundación Escuela Católica de las Islas Baleares (FECIB) y fue fundado en 1902 por la Congregación de Religiosas del Sagrado Corazón de Jesús. Está situado en Palma de Mallorca.
Actualmente el colegio cuenta con unos 1.200 alumnos y ofrece las etapas de Infantil, Primaria y Secundaria. Tiene un convenio para realizar la etapa de Bachillerato con el colegio Nuestra Señora de Montesión, con el que comparte parte de la familia ignaciana, y con los colegios Santa María y La Salle de Palma.

## Historia

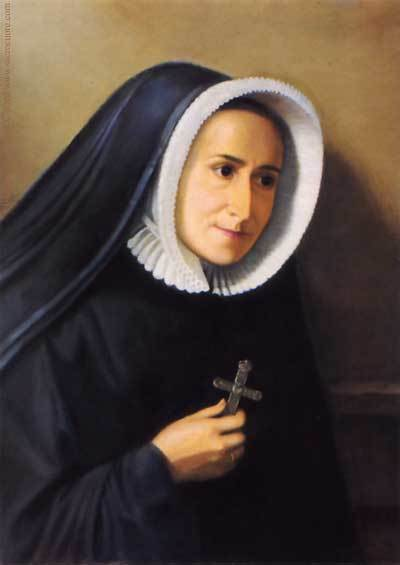
Santa Magdalena Sofía Barat, fundadora de la Sociedad del Sagrado Corazón de Jesús.

### Fundación e inicios
Tras varios intentos en fechas anteriores, una intensa correspondencia entre la condesa de Ayamans, antigua alumna del colegio de Pau en Francia, y la madre Cléry, vicaria general de la Sociedad del Sagrado Corazón de Jesús, consiguió que en 1902, llegaran las primeras religiosas de a Mallorca. El 24 de marzo de 1902 comenzaron su labor educativa en la finca de Son Julià, Lluchmayor.
El 1 de octubre del mismo año, ya empezaron el curso las primeras 18 niñas de clase media y alta de la sociedad mallorquina. Debido al largo viaje de aproximadamente 3 horas que se tenía que realizar para llegar a la finca, en 1905 se construye un gran edificio en Son Espanyolet para albergar el colegio internado juntamente con una hermosa iglesia.

### Expansión de la comunidad de religiosas en Mallorca
Tras años de expansión de las actividades apostólicas y misionales, la comunidad de religiosas crece exponencialmente y debido al gran aumento de alumnas, principalmente hijas de la nobleza mallorquina, se amplia el edificio histórico.

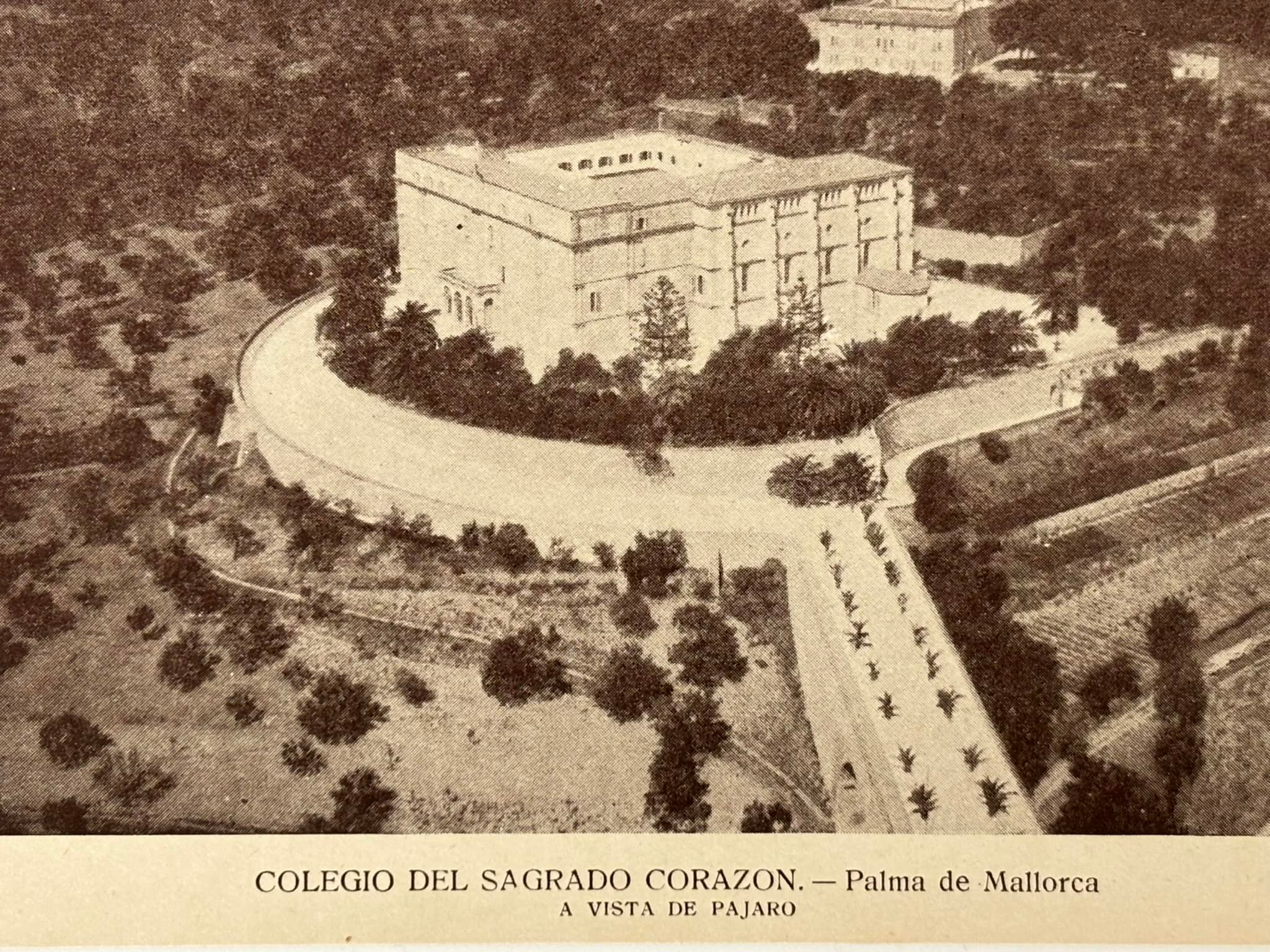
Edificio histórico en Son Espanyolet a vista de pájaro
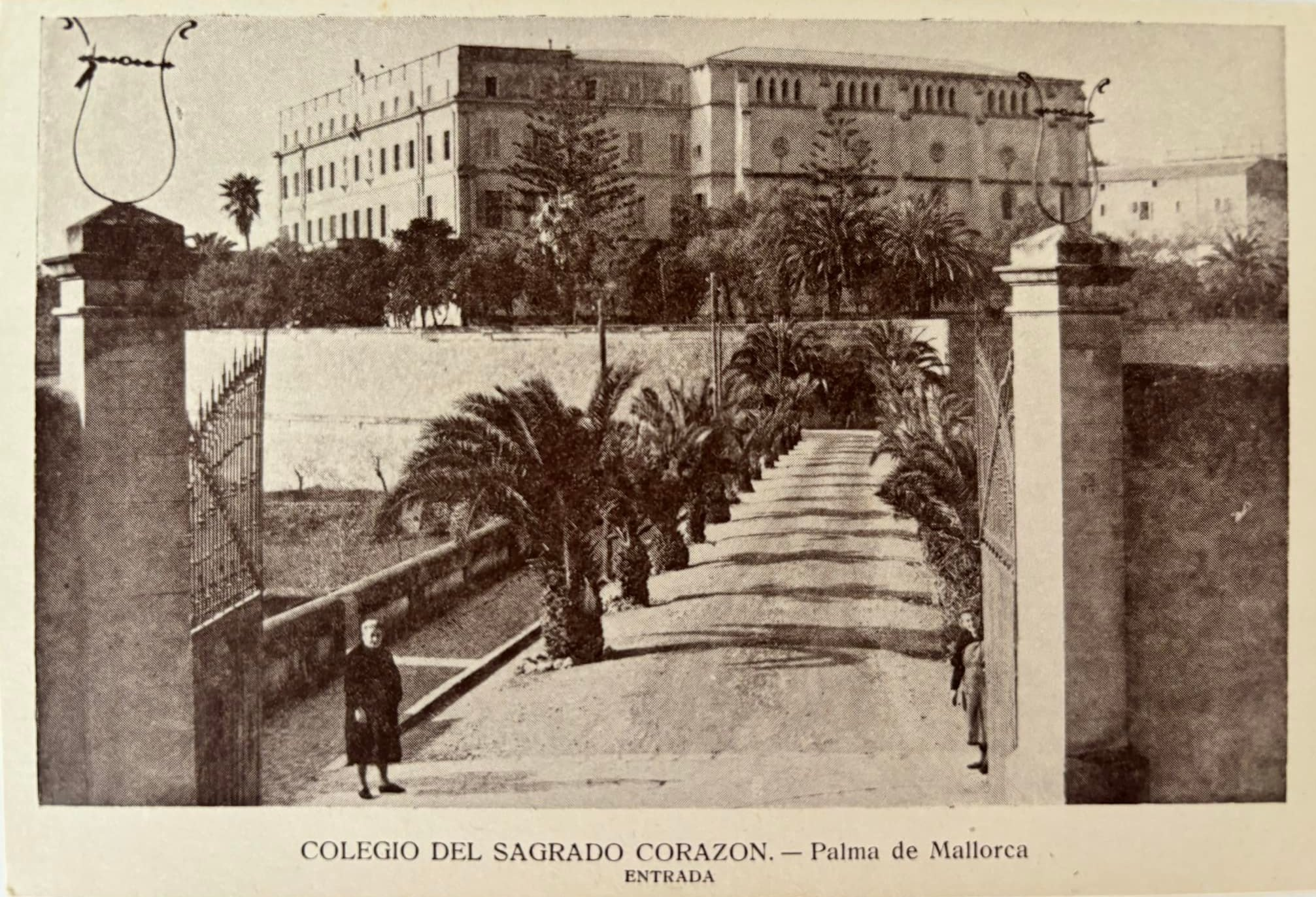
Entrada del edificio histórico en Son Espanyolet
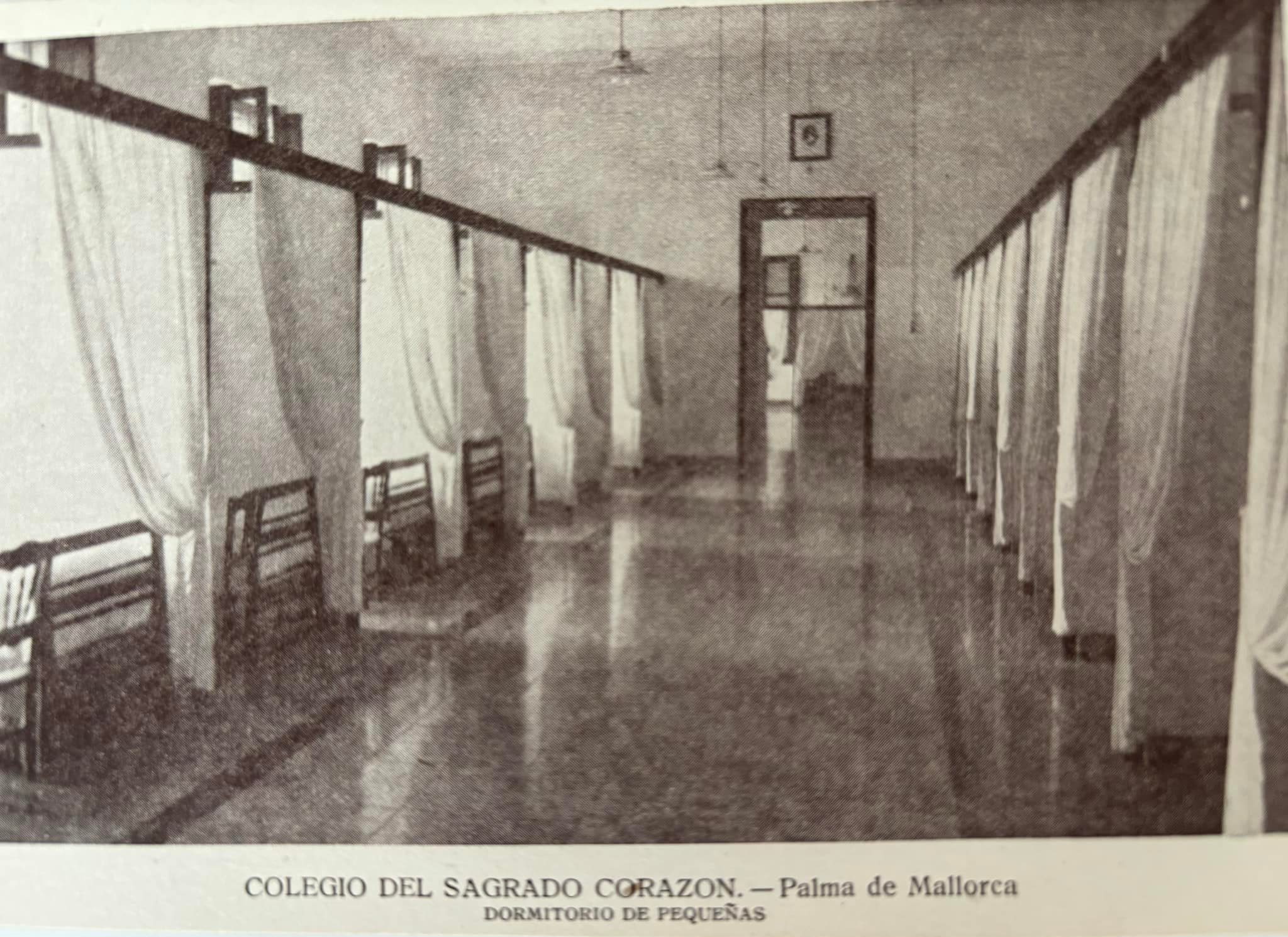
Dormitorios del edificio histórico en Son Espanyolet
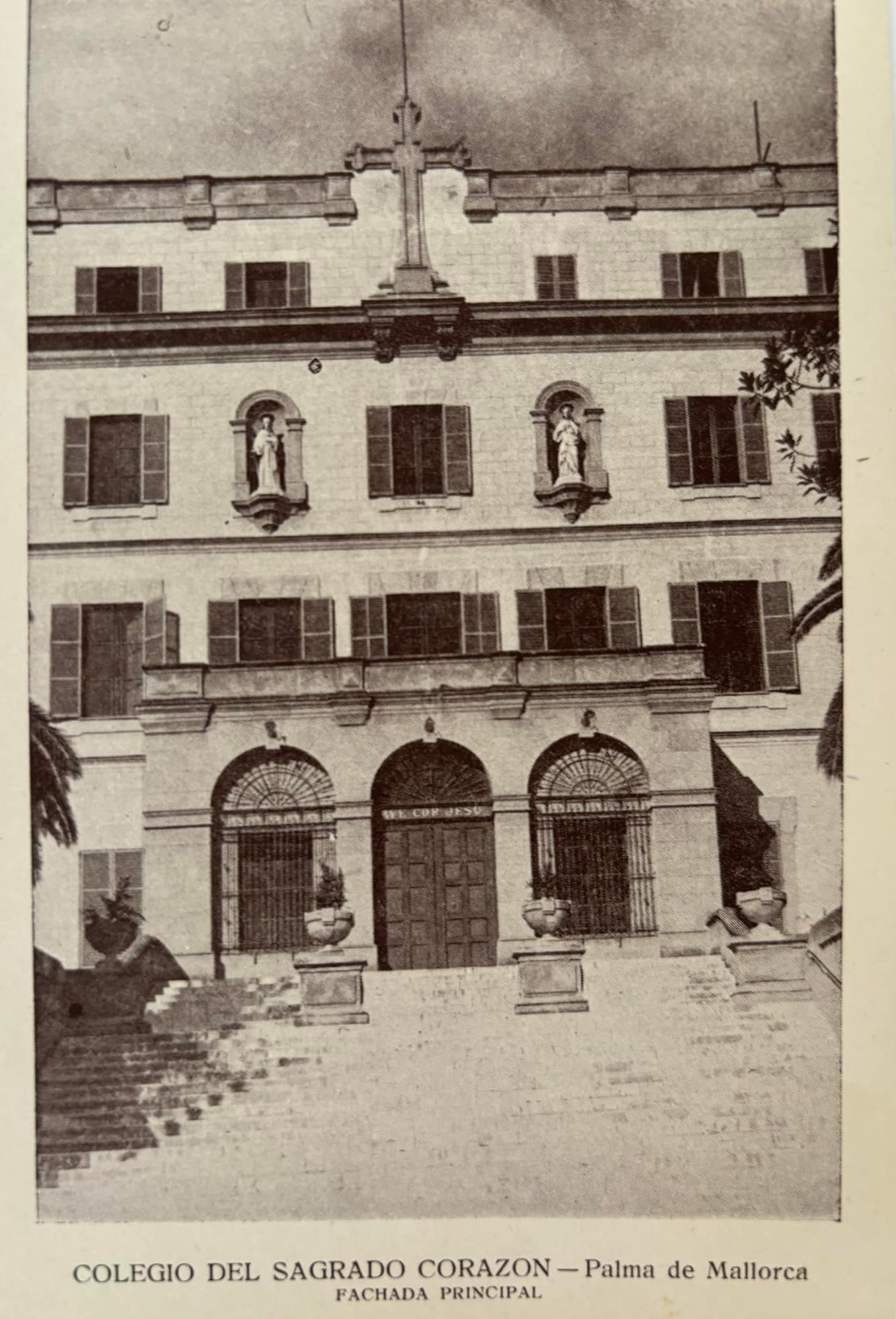
Fachada principal del edificio histórico en Son Espanyolet
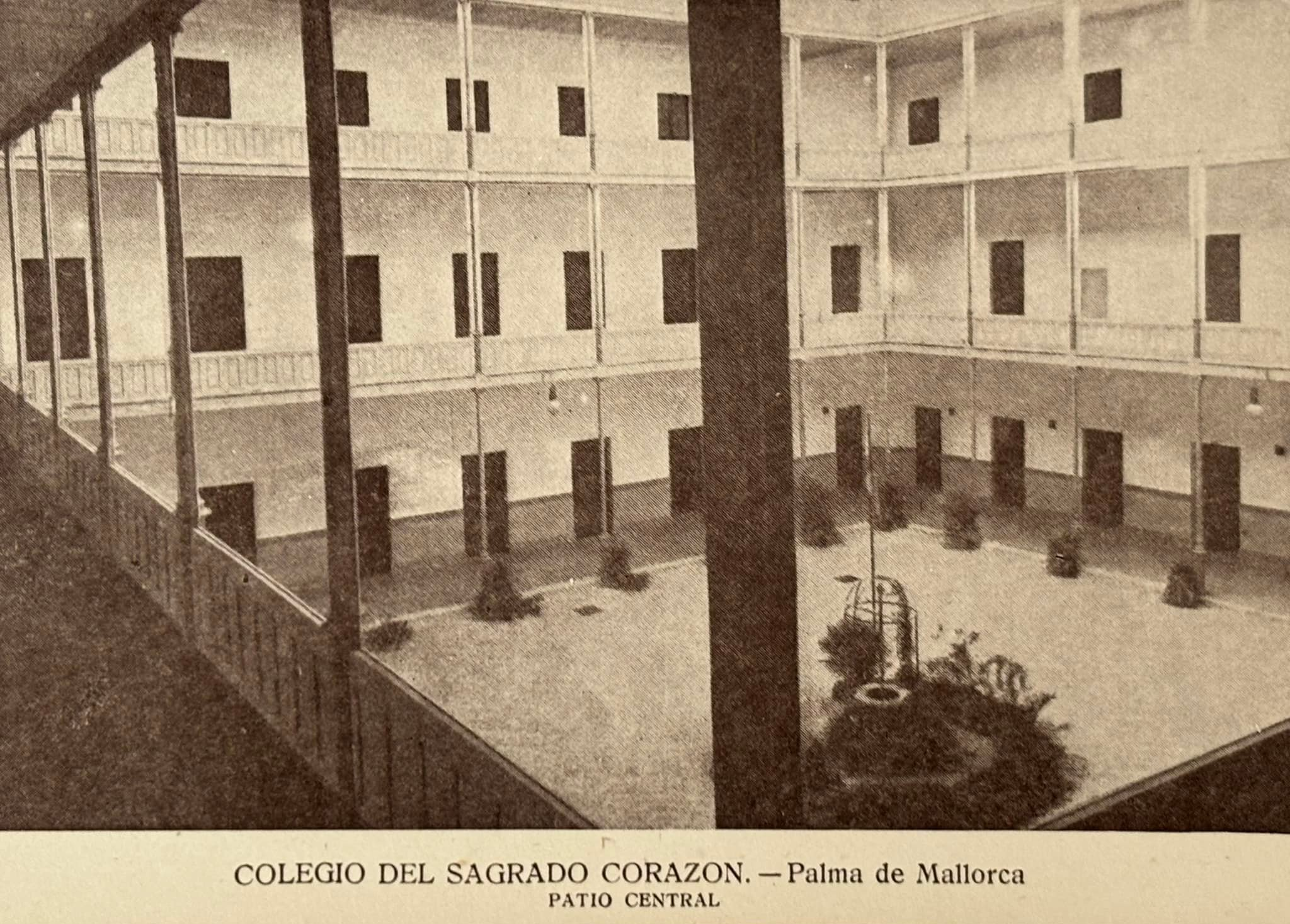
Patio central del edificio histórico en Son Espanyolet
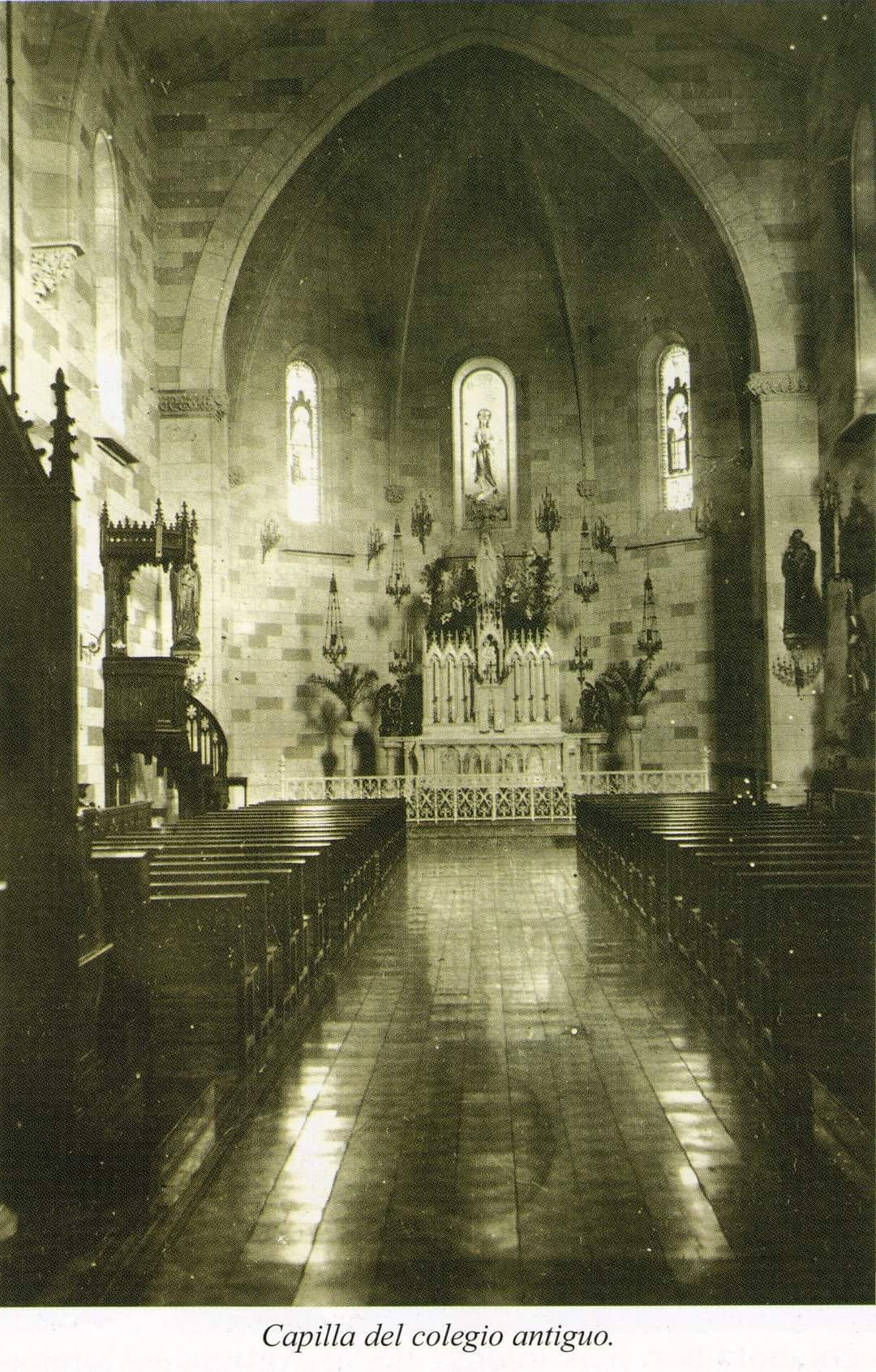
Iglesia-Capilla del edificio histórico en Son Espanyolet

Además, en 1969 las religiosas, junto al Padre Manolo, párroco en la iglesia del Beato Ramon Lllull, fundan un nuevo colegio en Son Cotoner, el colegio Santa Magdalena Sofía, para otorgar una mayor dedicación a las familias más humildes y desfavorecidas. Durante muchos años, las religiosas ejercieron como docentes en el nuevo colegio. Actualmente, este forma parte de los colegios diocesanos, siendo gestionado por el Obispado de Mallorca.
En 1972, con la intención de adaptarse a la ley de la Educación General Básica, desgraciadamente se derriba el edificio histórico del Colegio Sagrado Corazón, incluida la iglesia, y se construye un nuevo edificio. 
Por otro lado, bajo la dirección de la religiosa Catalina Alcover, se adquire Ca Sa Mestra, situada en el pueblo de Galilea (Puigpuñent) para que los niños y jóvenes pudieran realizar convivencias y colonias. A esta casa se le da el nombre de Casal de Colònies del Sagrat Cor. Debido a la gran demanda, se instalan allí permanente cinco religiosas: Catalina Sampol, Margalida Colom, Asunció Amigo, Isabel Capaces y Pilar Zaforteza.
A partir del 1980, con la llegada de los alumnos varones y el cambio de colegio privado a concertado, el colegio deja de ser ese colegio de estricta disciplina y elistista de Mallorca. El Colegio Sagrado Corazón se abre a todos los estratos sociales buscando integrar a todos los alumnos y aumenta el número de profesores laicos que se incorporan al equipo docente.
Como muestra del ideario de santa Magdalena Sofía, en 1991 se integra la primera aula Gaspar Hauser para alumnos con necesidades específicas como los que tienen Síndrome de Down. Contando ya con un nuevo polideportivo, la Asociación de Padres y Madres del colegio funda el Club Deportivo Sagrat Cor con el objetivo de potenciar el deporte entre el alumnado. 

### SigloXXI
Debido a la falta de vocaciones y el envejecimiento de las monjas del colegio, las cuales, muchas ya únicamente se podían mover por la edificio residencia construido en los terrenos del colegio, la patronal de colegios católicos de Baleares, Escuela Católica de las Islas Baleares, decide crear una fundación para mantener el ideario religioso, la carisma y la visión educadora de la congregación. Esta asume como primer centro, la titularidad del colegio en 2012. Actualmente, la fundación ya cuenta con 12 centros de toda Baleares.
Desde 2021 el Colegio Sagrado Corazón ha sido considerado durante 4 años consecutivos como uno de los 10 mejores colegios de Baleares según la plataforma "Mi Cole".

## Referentes en el carácter propio del colegio[8]

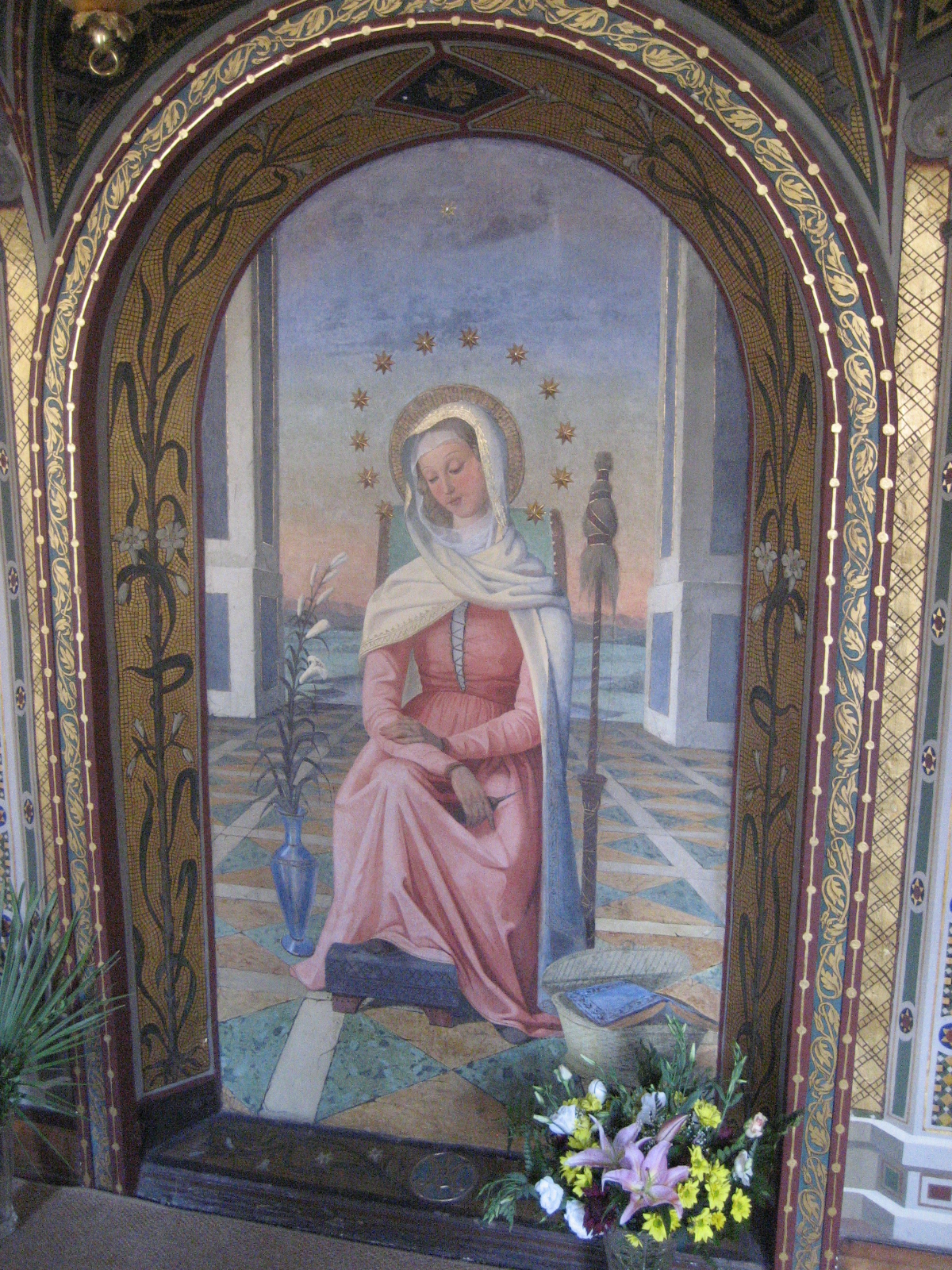
Fresco original de la virgen Mater Admirabilis pintado por Pauline Perdreau.

- Magdalena Sofía Barat: nació el 12 de diciembre de 1779 en Francia. A los 21 años fundó, con tres compañeras más, la Sociedad del Sagrado Corazón de Jesús para manifestar su amor a Dios mediante la educación. Santa Magdalena Sofía marca el carácter propio del colegio con una de sus icónicas frases: "Por una sola niña que hubiera conocido el amor de Dios, hubiera fundado los colegios del Sagrado Corazón". Recuerda que cada alumno es único y tiene que ser el centro de los colegios.
- Rosa Filipina Duchesne: nació el 29 de agosto de 1769 y fue una de las grandes seguidoras de santa Magdalena Sofía. En 1818, se convirtió en la primera misionera del Sagrado Corazón, la cual, se fue a América a educar a niñas indias. Todo y su enfermedad, en una misión dirigida por un jesuita, santa Rosa Filipina fue a Potowatomi fundando en pocos años cinco casas con 64 religiosos y más de 350 alumnos. Los indios la conocían como “Kwah-kah-kum-ad,” ("La mujer que siempre reza"). En sus misiones se dedicó a los más débiles y desfavorecidos, enseñándonos a levantar la mirada y servir a los que menos tienen.
- Mater Admirabilis: virgen del colegio presente en la entrada del edificio nombre del colegio, la cual, es un referente y modelo de interioridad y contemplación. Este es un símbolo de une a todos los fundados por la Sociedad del Sagrado Corazón de Jesús. El cuadro original fue pintado en el convento de Trinidad del Monte en Roma por Pauline Perdrau, aspirante a entrar en la congregación.[9]